# 夜光蝾螺
夜光蝾螺（学名：Turbo marmoratus），俗稱月光螺，是古腹足總目鐘螺目蝾螺科蝾螺属的一种體型頗大的海洋腹足纲軟體動物。
本物種的特徵除了其螺殼的殼口有一層厚厚的白堊質螺厣遮蓋以外，其螺殼內亦有一層很厚的珠母層。事實上，本物種在商業上有採集以取得其螺內的珍珠。

## 型態描述
夜光蝾螺獨特的螺殼最長可達20厘米。
大而無孔的堅實螺殼，其螺層膨脹，長闊均等。
殼面有綠色圖案，有白色及豐富的棕色大理石紋。

## 分佈及棲息地
這些大型的海螺棲息於印度洋-太平洋海域的珊瑚礁，分佈於以下各個海域：
- 印度洋的坦桑尼亚對開海域、马达加斯加、阿尔达布拉环礁及马斯克林群岛海盤；
- 西太平洋的熱帶海域，包括：
  - 马来西亚北部、印度尼西亚、南中国海[2]、台湾[2][4]以东、以南海域[5][6][7]、冲绳群岛等；
  - 南部澳大利亞的昆士蘭州、斐濟西部[2]。

常栖息在碎砾石海底水深4－20米、潮下带。
儘管被學者指有毒，在台灣及其他地區還是會有人食用這種貝殻。

## 外部連結
- Coastal Fisheries Program info（页面存档备份，存于）
- Gastropodscom: Turbo (Lunatica) marmoratus （页面存档备份，存于）